# Isera
Isera là một đô thị ở tỉnh Trento ở vùng Trentino-Alto Adige/Südtirol của Ý, tọa lạc cách 20 km về phía tây nam của Trento. Tại thời điểm ngày 31 tháng 12 năm 2004, đô thị này có dân số 2.496 người và diện tích là 14,1 km².
Đô thị Isera có các frazioni (đơn vị trực thuộc, chủ yếu là các làng) Marano, Cornalé, Reviano, Folaso, Patone, Lenzima and Bordala.
Isera giáp các đô thị: Villa Lagarina, Ronzo-Chienis, Rovereto, Nogaredo và Mori.